# Texas Battle
Texas Quency Battle, né le 9 août 1980 à Houston au Texas, est un acteur américain de cinéma et de télévision. Il est peut-être mieux connu pour son rôle de Marcus Forrester dans le feuilleton Amour, Gloire et Beauté, diffusé sur les ondes du réseau CBS. Il a créé la fondation Texas Battle afin d'aider les enfants non privilégiés d'Afrique du Sud.

## Carrière
En mai 2008, il a joué dans le feuilleton Amour, Gloire et Beauté sur le réseau CBS le rôle d'un personnage appelé Marcus Forrester. Le nouvel acteur fait son entrée dans la série en tant que premier Afro-Américain avec une histoire en profondeur. "Cela fait vraiment du bien que les scénaristes / producteurs de la série me fassent vraiment confiance pour donner vie à ce nouveau personnage. Je suis heureux de faire partie d'un spectacle qui a vraiment du succès. C'est un plaisir de travailler avec chacun des membres de ma distribution. Ça fait du bien de se lever le matin et d'aller travailler en faisant quelque chose que tu aimes." Il est aussi connu pour ses rôles dans les films Coach Carter, Destination finale 3, Détour mortel 2 et Dragonball Evolution. En 2010, il est apparu dans le remake de The Legend of Boggy Creek dans le rôle de Tommy Davis, avec Stephanie Honoré et Sarah Jenazian. Battle a joué le rôle de Dixon dans le film The Task. Il a conclu la première saison de Death Valley, diffusée sur les ondes de MTV. En 2019, on l'a aperçu dans le rôle de Richard dans le cadre du film 10 Minutes Gone avec Bruce Willis et Michael Chiklis.

## Filmographie
- 2005 : Coach Carter de Thomas Carter : Maddox
- 2005 : Even Money de Mark Rydell : Darius Jackson
- 2005 : Les Frères Scott (série télévisée) : Tony Battle (2 épisodes)
- 2005 : All of Us (série télévisée) : Thomas Harper 2 épisodes
- 2005 : Marni et Nate (Committed) (série télévisée) : Tony
- 2006 : Destination finale 3 de James Wong : Lewis Romero
- 2007 :  Détour mortel 2 de Joe Lynch : Jake Washington
- 2008 - 2013 : Amour, Gloire et Beauté (The Bold and the Beautiful) (feuilleton TV) : Marcus Forrester (143 épisodes)
- 2009 : Dragonball Evolution de James Wong : Carey Fuller
- 2009 : Hitting the Bricks de Brian T. Jaynes
- 2011 : The Task d'Alex Orwell : Dixon
- 2011 : Death Valley : Agent John "John-John" Johnson
- 2011 : Milf Money : Eric
- 2016 : Marauders de Steven C. Miller : Ranger TJ Jackson
- 2019 : 10 Minutes Gone de Brian A. Miller : Richard
- 2019 : État de choc (Trauma Center) de Matt Eskandari : Sergent Tull
- 2020 : Open Source (Hard Kill) de Matt Eskandari : Nick Fox